# First We Take Manhattan
First We Take Manhattan ist ein Lied des kanadischen Singer-Songwriters Leonard Cohen. Es wurde ursprünglich von der amerikanischen Sängerin Jennifer Warnes auf ihrem 1986 erschienenen Cohen-Tributealbum Famous Blue Raincoat aufgenommen, das ausschließlich aus von Cohen geschriebenen oder mitgeschriebenen Liedern bestand.

## Bedeutung
Der Text des Liedes deutet mit Verweisen auf Gebete, bedeutungsvolle Muttermale und Zeichen am Himmel versteckt auf religiöse und endzeitliche Themen hin. In einem Artikel für The Guardian im Jahr 2015 lenkte Ben Hewitt die Aufmerksamkeit auf die apokalyptische Natur des Textes und stellte sich Cohen vor, wie er „gierig nach der Weltherrschaft schielt wie ein Bond-Bösewicht“. Mikal Gilmore beschrieb im Magazin Rolling Stone das Lied ähnlich als bedrohliche Vision eines „sozialen Zusammenbruchs und der Rache eines Terroristen“. Robert Sandall von The Daily Telegraph bemerkte ebenfalls den prophetischen Charakter des Liedes, betonte jedoch die politische Aussage des Liedes und stellte es in den Kontext der letzten Tage der Sowjetunion.
Cohen selbst erklärte in einem Backstage-Interview von 1988: „Ich denke, es bedeutet genau das, was es sagt. Es ist ein Terroristenlied. Ich denke, es ist eine Reaktion auf den Terrorismus. Es gibt etwas am Terrorismus, das ich immer bewundert habe. Die Tatsache, dass es keine Alibis oder Kompromisse gibt. Diese Position ist immer sehr attraktiv. Ich mag es nicht, wenn es sich auf der physischen Ebene manifestiert – ich mag die terroristischen Aktivitäten wirklich nicht – aber psychischen Terrorismus. Ich erinnere mich, dass ich einmal ein großartiges Gedicht von Irving Layton gelesen habe, ich gebe Ihnen eine Paraphrase davon. Es war: ‚Also, ihr Jungs jagt ab und zu ein Flugzeug in die Luft und tötet hier und da ein paar Kinder‘, sagt er. ‚Aber unsere Terroristen, Jesus, Freud, Marx, Einstein. Die ganze Welt bebt noch immer.‘“ Cohen bezog sich möglicherweise auf diese Strophe aus The Search von Irving Layton:
Iconoclasts, dreamers, men who stood alone:
Freud and Marx, the great Maimonides
and Spinoza who defied even his own.
In my veins runs their rebellious blood.
Übersetzung:
Bilderstürmer, Träumer, Männer, die allein standen:
Freud und Marx, der große Maimonides
und Spinoza, der sogar seinen eigenen Leuten trotzte.
In meinen Adern fließt ihr rebellisches Blut.

## Version von Jennifer Warnes
Bemerkenswert an Warnes’ Originalaufnahme ist die markante, treibende Leadgitarre, die Stevie Ray Vaughan spielte. Produzent Roscoe Beck stammte aus Austin, Texas und war mit Vaughan befreundet. Ende Februar 1986 bat Beck bei den jährlichen Grammy Awards in Los Angeles Vaughan, die Gitarre für das Lied aufzunehmen. In einem Interview von 2007 erinnert sich Beck, dass Vaughan weder seine Gitarre noch seinen Verstärker dabei hatte und stattdessen eine von Becks alten Fender Stratocaster verwendete. Nachdem einige technische Probleme behoben worden waren, war die Aufnahme nach zwei oder drei Takes fertig. Laut Jennifer Warnes’ offizieller Website war Vaughan um 4:00 Uhr morgens mit der Aufnahme seiner Takes fertig.

### Musikvideo
Regie zu dem Musikvideo zu Warnes’ Version von First We Take Manhattan führte Paula Walker. Das in New York City gedrehte Video zeigt Stevie Ray Vaughan, wie er auf der Brooklyn Bridge seine verwitterte „Number One“-Gitarre (mit dem markanten „SRV“-Logo) spielt. Auch Cohen selbst tritt mit Warnes im Video auf. Die 20-Jahre-Jubiläumsausgabe des Musikvideos enthält im Intro einen TV-Nachrichtenbeitrag über den Bombenanschlag auf die Westberliner Diskothek La Belle in deutscher Sprache.
Die Albumversion des Songs ist 3:47 lang, während die Single 3:32 lang ist. Eine 12-Zoll-Werbe-Singleversion mit dem Titel Jennifer Warnes – First We Take Manhattan, Radio Remix – featuring Stevie Ray Vaughan enthielt erweiterte und bearbeitete Versionen.

### Besetzung
- Jennifer Warnes – Gesang
- Stevie Ray Vaughan – Leadgitarre
- Robben Ford – Gitarre
- Roscoe Beck – Bassgitarre
- Vinnie Colaiuta – Schlagzeug
- Lenny Castro – Percussion
- Russell Ferrante – Synthesizer
- Gary Chang – Synthesizer-Programmierung

### Chartplatzierungen
| ChartsChartplatzierungen     | Höchstplatzierung | Wochen |
| ---------------------------- | ----------------- | ------ |
| Vereinigtes Königreich (OCC) | 74 (4 Wo.)        | 4      |

## Leonard Cohens Version
Leonard Cohens eigene Synthiepop-Version von First We Take Manhattan (mit zusätzlichen Strophen) wurde 1988 als erster Titel auf seinem achten Studioalbum I’m Your Man veröffentlicht.
Seine damalige Freundin Dominique Issermann drehte ein schwarz-weißes Werbevideo für Cohens Version des Titels. Auf seiner Tournee 1988 verwendete Cohen anstelle des ursprünglichen, von Euro Disco beeinflussten Arrangements seiner Studioversion das neue, von Funk beeinflusste Arrangement, das seine Backgroundsängerinnen Perla Batalla und Julie Christensen vorgeschlagen hatten. Er führte das Lied auf diese Weise auch auf den Tourneen 1993, 2008 und 2009 auf. Cohens Studioaufnahme läuft im Abspann des Films Watchmen – Die Wächter aus dem Jahr 2009.

### Besetzung
- Jeff Fisher – Arrangeur und Interpret
- Leonard Cohen – Gesang und Produktion
- Anjani – Gesang
- Peter Kisilenko – Bass

## Andere Coverversionen
Das Lied wurde Dutzende Male gecovert. Am bekanntesten ist R.E.M., die eine Coverversion für das Cohen-Tributealbum I’m Your Fan (1991) beisteuerte. Ihre Teilnahme an der Kompilation führte zu einer Neuordnung der Titelliste von I’m Your Fan. In der Veröffentlichung des Tributes in den USA erschien das Cover von R.E.M. als erster Titel und nicht Who by Fire von The House of Love, das in allen anderen Ländern der erste Titel war. Das Lied erschien auch als B-Seite auf einigen Versionen der Single Drive.
Joe Cocker coverte First We Take Manhattan auf seinem Album No Ordinary World von 1999.